# Rio Taquaral
O rio Taquaral é um curso de água do estado do Espírito Santo, Região Sudeste do Brasil. Sua cabeceira está situada na divisa entre os municípios de Laranja da Terra, Itarana e Afonso Cláudio e tem sua foz no rio Guandu em Laranja da Terra.
Trata-se do afluente mais importante do médio rio Guandu, que por sua vez é um dos principais afluentes do rio Doce. Portanto, sua bacia hidrográfica está inserida na sub-bacia do rio Guandu, que integra a bacia do rio Doce. Também é o principal rio do município de Laranja da Terra.